# Stefano Colonna
Stefano Colonna (Rome, ca. 1325 - begin 1379) was een lid van de adellijke Italiaanse familie de Colonna en werd kardinaal.

## Levensloop
Stefano Colonna was een zoon van Pietro Colonna genaamd "Sciarretta". Hij was een broer van Agapito IV, die samen met hem kardinaal werd gecreëerd. Hij is niet te verwarren met Stefano Colonna (ca. 1320 - ca. 1368), zoon van Stefano Colonna, van de Palestrinatak van de familie Colonna.
Priester geworden en protonotarius apostolicus, vervulde hij verschillende zendingen in dienst van de pauselijke troon. Zo was hij:
- gouverneur van de provincie Ancona (Marca Anconetana);
- pauselijk legaat in Genua, met de opdracht verzoening te bewerkstelligen tussen de dogen van Genua en de bestuurders van Cyprus.

Hij werd proost van het kapittel in de kerk van Saint-Omer in het bisdom Terwaan. Als jongeman werd hij in 1351 ook kanunnik van de Sint-Donaaskerk in Brugge. Een dergelijke prebende veronderstelde geen permanente aanwezigheid. Hij verbleef nochtans voldoende vaak in Brugge om er een huis te verwerven op de Mallebergplaats, vlak naast zijn kapittelkerk. Hij stichtte er ook een godshuis en een broederschap onder de naam de Colonna.
Hij werd in het consistorie van 18 september 1378, samen met zijn broer Agapito (ca. 1320-1380), tot kardinaal verheven als een van de 29 nieuwe kardinalen die de invloed van de groep van opponerende Franse kardinalen moesten tegenwerken. Het ging om een consistorie dat in Rome was bijeengeroepen door paus Urbanus VI, terwijl twee dagen later zijn tegenstanders in Fondi (koninkrijk Napels) een conclaaf hielden en kardinaal Robert van Genève als de tegenpaus Clemens VII verkozen, die zich in Avignon ging vestigen, hierdoor het Westers Schisma inluidend. Zijn vroege dood maakte dat Stefano Colonna geen beslissing meer hoefde te nemen over wie hij zou steunen. Het zou voor hem wellicht moeilijk zijn geweest, want Urbanus had hem tot kardinaal verheven, maar Clemens was ook de (omstreden) proost geweest van het Brugse kapittel van Sint-Donaas en was ook bisschop geweest van Terwaan, waar Sint-Omaars toe behoorde.